# Robyn Morris
Robyn Morris (29 de julio de 1974) es una deportista británica que compitió en remo. Ganó dos medallas de plata en el Campeonato Mundial de Remo, en los años 1995 y 1996, ambas en la prueba de cuatro sin timonel ligero.

## Palmarés internacional
| Campeonato Mundial | Campeonato Mundial       | Campeonato Mundial | Campeonato Mundial        |
| Año                | Lugar                    | Medalla            | Prueba                    |
| ------------------ | ------------------------ | ------------------ | ------------------------- |
| 1995               | Tampere (Finlandia)      | Medalla de plata   | Cuatro sin timonel ligero |
| 1996               | Motherwell (Reino Unido) | Medalla de plata   | Cuatro sin timonel ligero |